# Fatimata Seye Sylla

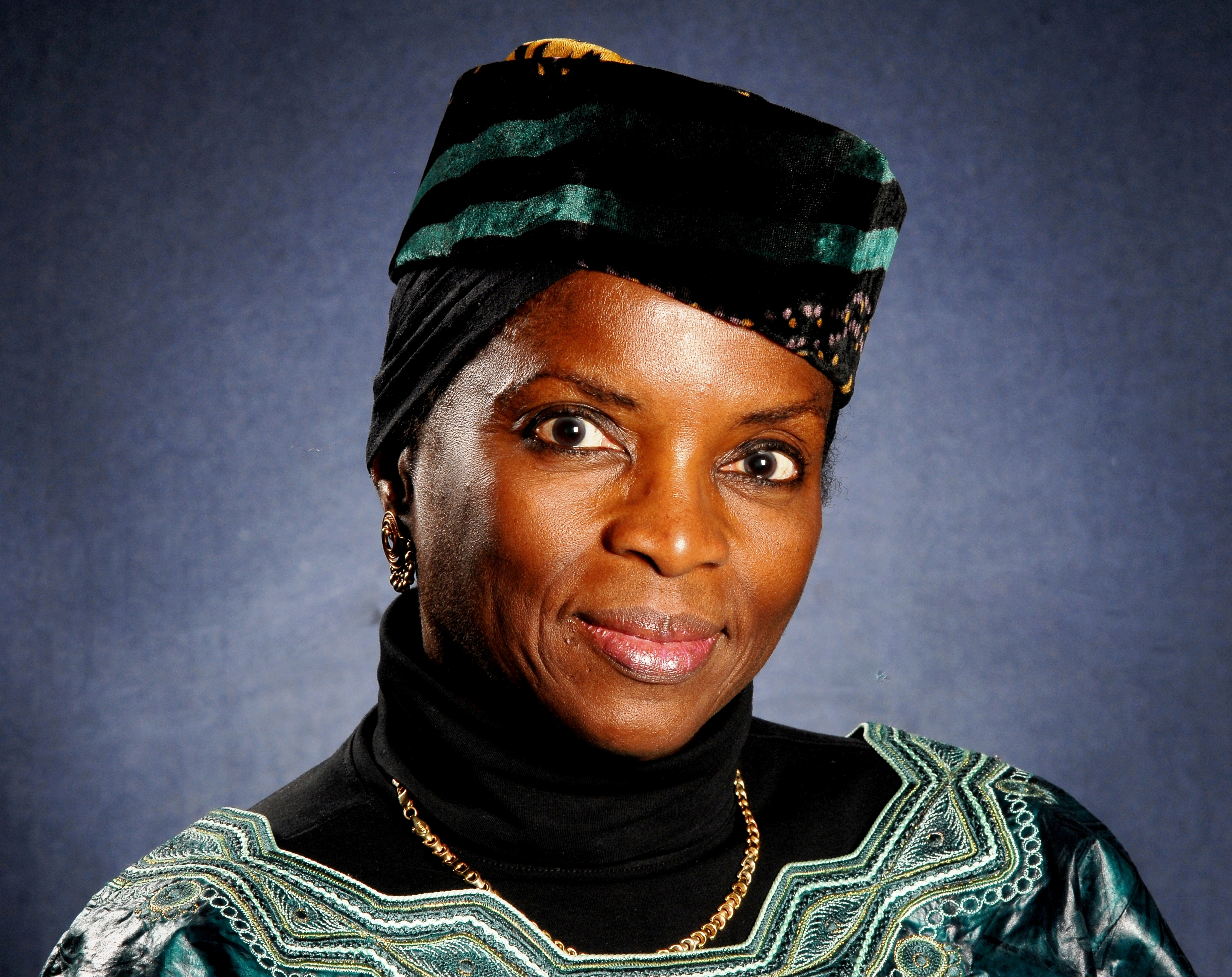
Fatimata Seye Sylla (2009)

Fatimata Seye Sylla ist eine bekannte Frau in der senegalesischen Internetcommunity. Sie arbeitet in mehreren internationalen Organisationen daran, die digitale Kluft zwischen verschiedenen Regionen und die Geschlechtergerechtigkeit zu verbessern.

## Leben
Fatimata Seye Sella studierte am Centre Africain d'Etudes Supérieures en Gestion (CESAG) in Dakar, wo sie einen Abschluss als Betriebswirtin machte, am britischen Institut von Dakar und hat ein Diplom in Informatik von der Universität Le Havre. Außerdem hat sie vom MIT einen Masterabschluss in Wirtschaftswissenschaften.
Sie arbeitete neun Jahre lang bei führenden senegalesischen Unternehmen in der Informations- und Kommunikationstechnologiebranche, sowie als Beraterin (Expert Consultant) für verschiedene internationale Organisationen, darunter bei der ICANN.
Seye Sylla ist dafür bekannt, den Einsatz von Informations- und Kommunikationstechnik im senegalesischen Bildungswesen zu verteidigen. Sie initiierte das erste nationale Programm zur Einführung dieser Technologien in senegalesischen Schulen. Sie arbeitete mit den Vereinten Nationen, dem Panos-Institut und dem International Development Research Center (IDRC) zusammen, um den Internetzugang in verschiedenen Regionen zu fördern. Ihr Engagement im Senegal umfasste auch die Zusammenarbeit mit der Internet Society sowie die Gründung der NGO OSIRIS, die den Einsatz von Informations- und Kommunikationstechnik im Senegal fördert.
Sie nahm 2003 am Weltgipfel zur Informationsgesellschaft in Genf und 2005 in Tunis teil. Sie vertritt den Senegal in der Société civile africaine pour la société de l’information (SCASI; Afrikanische Zivilgesellschaft für die Informationsgesellschaft). Sie ist Direktorin der Digital Freedom Initiative im Senegal, Mitglied der Free and Open Source Software Foundation für Afrika. Sie war Mitglied des At-Large Advisory Committee der ICANN, wo sie den Senegal vertrat. Sie arbeitete außerdem an der CATIA-Initiative (Catalyzing Access to ICT in Africa), einem Programm, das Initiativen für die Informations- und Kommunikationstechnik in afrikanischen Ländern, sowie deren Führungskräfte unterstützt. Sie ist Vorsitzende der NGO Bokk-Jang, die von Experten der Kommunikationstechnologie, der allgemeinen und der beruflichen Bildung, gegründet wurde.
In ihrer Arbeit und ihren Veröffentlichungen konzentriert sie sich auf die Gleichstellung der Geschlechter beim Zugang zu Computertechnologie sowie Computertraining für junge Frauen.

## Veröffentlichungen
- Fatimata Seye Sylla: Computers and Literacy in Senegal. Hrsg.: Massachusetts Institute of Technology, Department of Architecture. 1985.
- Fatimata Seye Sylla, Cathy-Mae Kerelse: Rethinking Education for the Production, Use, and Management of ICTs. In: Eva Rathgeber, Edith Ofwona Adera (Hrsg.): Gender and the information revolution in Africa. Internet Development Research Centre, Ottawa 2000, ISBN 978-0-88936-903-0, S. 125–168.